# یسمن
یَسمَن (یاسمن) جماعت و شهرکی در کشور تاجیکستان است که در ناحیهٔ رشت ناحیه‌های تابع جمهوری قرار دارد.